# مهدي كياني
مهدي كياني (بالفارسية: مهدی کیانی) هو لاعب كرة قدم إيراني في مركز الوسط، ولد في 23 يوليو 1978 في الأهواز في إيران. لعب مع نادي أبو مسلم خراسان ونادي داماش غيلان ونادي شاهين بوشهر ونادي صنعت نفط عبادان ونادي مس كرمان.